# Antiklinale

Antiklinale

Eine Antiklinale, Antikline, Antiklinorium oder geologischer Sattel ist eine durch Faltung erzeugte Aufwölbung geschichteter Gesteine.

## Beschreibung

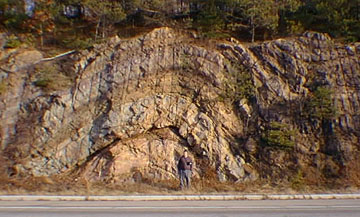
Sattelstruktur in präkambrischem Gneis

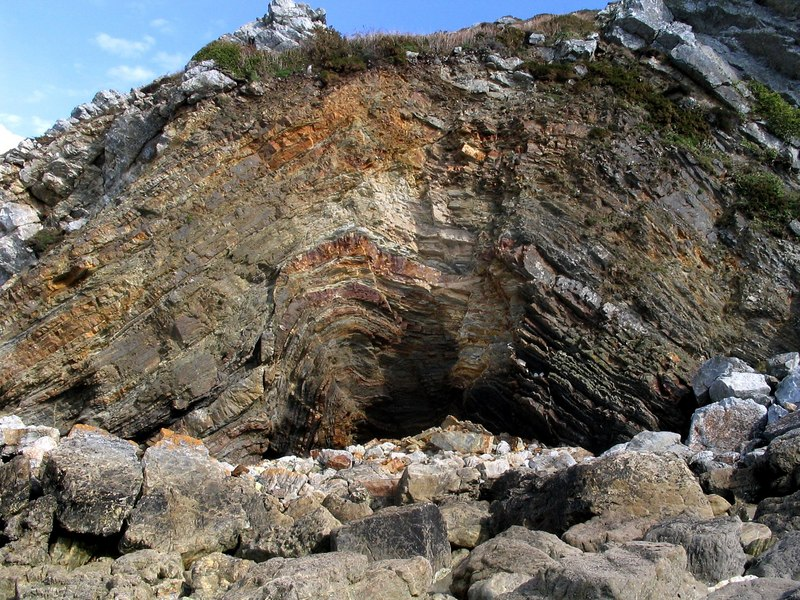
Sattelstruktur in Camaret-sur-Mer

Im engen Sinne beschränkt sich der Terminus auf Aufwölbungen, in denen die ursprüngliche oben/unten-Beziehung der Schichtenfolge gewahrt ist (grüne Felder in Tabelle). Dabei liegen auf der durch Erosion eingeebneten Erdoberfläche die ältesten Gesteine im Zentrum und sind von jüngeren Gesteinen umgeben.
Der allgemeine Fall der Aufwölbung ohne Berücksichtigung der Altersfolge heißt Antiform.
Eine Antiklinale entsteht durch Zusammenstauchung eines Teils der Erdkruste mittels seitlich wirksamen Drucks. Hierbei können sich große und kleine Falten überlagern, so dass das Gestein einer großen geologischen Falte meist wellenförmig ausgeprägt erscheint.
Die zur Antiklinale inverse geometrische Struktur heißt Synklinale.
|                                | Synklinale (jüngere Gesteine im Faltenkern) | Antiklinale (ältere Gesteine im Faltenkern)  |
| ------------------------------ | ------------------------------------------- | -------------------------------------------- |
| Synform (nach unten gerichtet) | synklinale Synform / synforme Synklinale    | antiklinale Synform / synforme Antiklinale   |
| Antiform (nach oben gerichtet) | synklinale Antiform / antiforme Synklinale  | antiklinale Antiform / antiforme Antiklinale |

grüne Felder: normale Schichtenfolge / jüngere Schichten oben

rote Felder: umgekehrte Schichtenfolge / jüngere Schichten unten